# Diamesa coronata
Diamesa coronata är en tvåvingeart som först beskrevs av Chernovskij 1949.  Diamesa coronata ingår i släktet Diamesa och familjen fjädermyggor. Inga underarter finns listade i Catalogue of Life.